# Cantharis paludosa
Cantharis paludosa är en skalbaggsart som beskrevs av Carl Fredrik Fallén 1807. Cantharis paludosa ingår i släktet Cantharis, och familjen flugbaggar. Arten är reproducerande i Sverige.